# عبدالملک عبدالله‌جانوف
عبدالملک عبدالله‌جانوف (تاجیکی: Абдумалик Абдуллоҷонов؛ زادهٔ ۱ ژانویهٔ ۱۹۴۹) دیپلمات، و سیاستمدار اهل تاجیکستان است. او از ۲۱ سپتامبر ۱۹۹۲ تا ۱۸ دسامبر ۱۹۹۳ نخست‌وزیر تاجیکستان بود.